# Comuna Ticvaniu Mare, Caraș-Severin
Ticvaniu Mare este o comună în județul Caraș-Severin, Banat, România, formată din satele Cârnecea, Secășeni, Ticvaniu Mare (reședința) și Ticvaniu Mic.

## Demografie
Componența etnică a comunei Ticvaniu Mare
     Români (51,03%)
     Romi (40,46%)
     Alte etnii (8,51%)
Componența confesională a comunei Ticvaniu Mare
     Ortodocși (80,69%)
     Penticostali (3,96%)
     Greco-catolici (3,31%)
     Romano-catolici (2,66%)
     Alte religii (0,7%)
     Necunoscută (8,68%)
Conform recensământului efectuat în 2021, populația comunei Ticvaniu Mare se ridică la 1.844 de locuitori, în scădere față de recensământul anterior din 2011, când fuseseră înregistrați 1.984 de locuitori. Majoritatea locuitorilor sunt români (51,03%), cu o minoritate de romi (40,46%). Din punct de vedere confesional, majoritatea locuitorilor sunt ortodocși (80,69%), cu minorități de penticostali (3,96%), greco-catolici (3,31%) și romano-catolici (2,66%), iar pentru 8,68% nu se cunoaște apartenența confesională.

## Politică și administrație
Comuna Ticvaniu Mare este administrată de un primar și un consiliu local compus din 11 consilieri. Primarul, Ciprian-Sebastian Măceșanu[*], de la Partidul Social Democrat, este în funcție din octombrie 2020. Începând cu alegerile locale din 2024, consiliul local are următoarea componență pe partide politice:
|  | Partid                          | Consilieri | Componența Consiliului | Componența Consiliului | Componența Consiliului | Componența Consiliului |
|  | ------------------------------- | ---------- | ---------------------- | ---------------------- | ---------------------- | ---------------------- |
|  | Partidul Social Democrat        | 4          |                        |                        |                        |                        |
|  | Uniunea Salvați România         | 2          |                        |                        |                        |                        |
|  | Partidul Mișcarea Populară      | 1          |                        |                        |                        |                        |
|  | Forța Dreptei                   | 1          |                        |                        |                        |                        |
|  | Partidul Național Liberal       | 1          |                        |                        |                        |                        |
|  | Alianța pentru Unirea Românilor | 1          |                        |                        |                        |                        |
|  | Partidul S.O.S. România         | 1          |                        |                        |                        |                        |

## Personalități născute aici
- Nicolae Tincu Velia (1814 - 1867), protopop, profesor, militant în Revoluția de la 1848.
- Iosif Siegescu (1873 - 1931), profesor, deputat în Parlamentul de la Budapesta;
- Traian Novac (1882 - 1970), deputat în Marea Adunare Națională de la Alba Iulia;
- Virgil Birou (1903 - 1968), scriitor.

## Legături externe

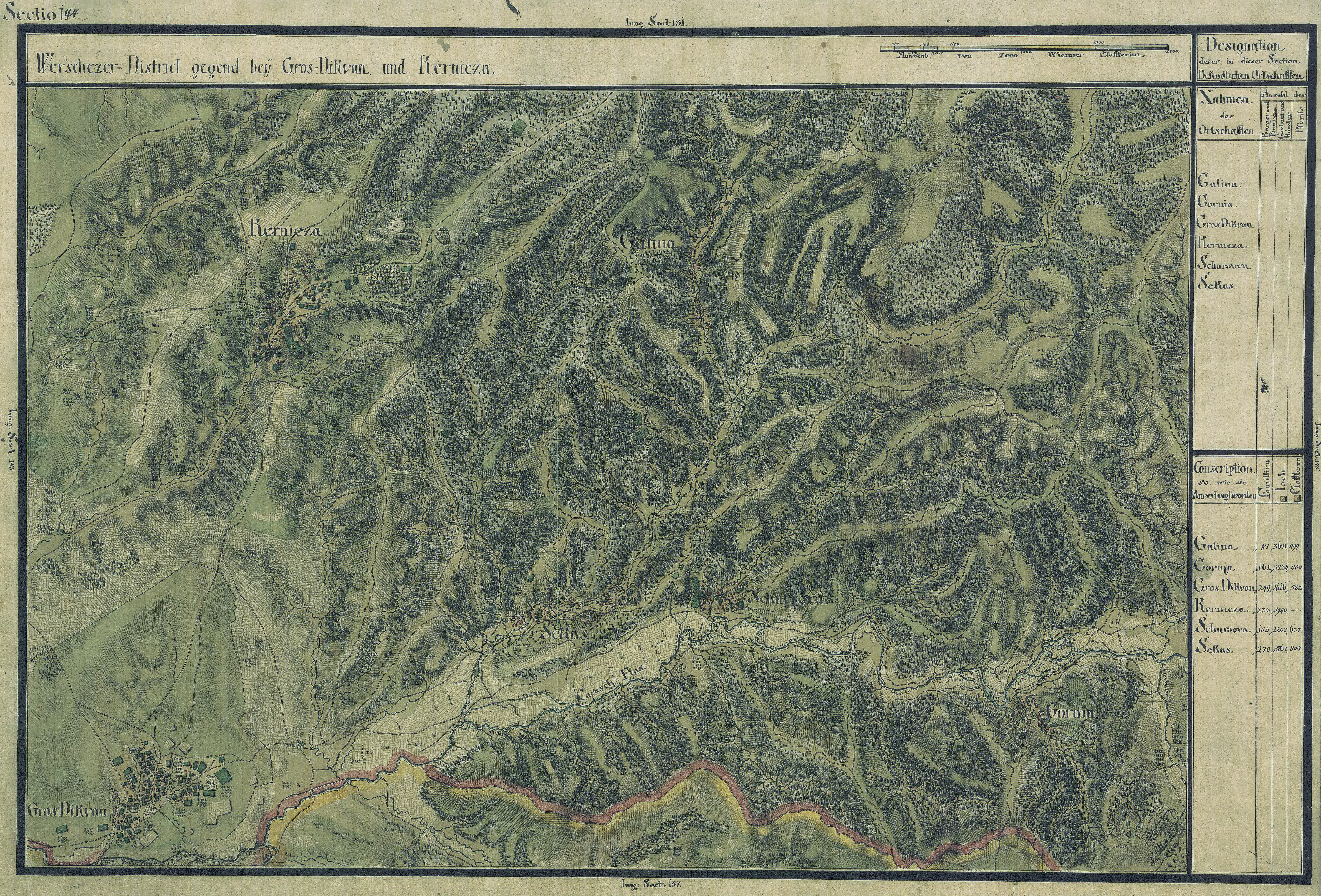
Ticvaniu Mare în Harta Iosefină a Banatului, 1769-72